# Veselice (hrad)
Hrad Veselice stával v obci Veselice u Jaroměře.

## Historie
Podle povrchových sběrů byla ostrožna s pozůstatky hradu využívána už v pravěku, a možná na ní stávalo i pravěké nebo raně středověké hradiště. Přesnější datování jeho případné existence je nejasné. Za pozůstatky opevnění jeho předhradí může být považována obloukovitá linie na východní straně, podél které bylo postaveno pět novodobých domů.
První zmínky o hradě pochází z konce 15. století, kdy zde sídlili páni z Veselice. Archeologický průzkum ovšem zařadil počátky existence hradu do 13. století. V roce 1364 je zmiňován Hešek z Veselice a v roce 1370 Dluhomil z Veselice; v letech 1371–1372 pak bratři Mladota, Jan (snad se jedná o již dříve zmiňovaného Ješka), Petr a Jindřich z Veselice. V průběhu 14. a 15. století se rod rozvětvil a vlastnil celou řadu statků a majetků. O hradu v této době nejsou žádné zmínky. Kdy a jak páni z Veselice svůj rodový hrad ztratili není jasné. Jisté je, že na konci 15. století došlo k rozdělení hradu. Jedna část se stala součástí novoměstského panství, druhá část se roku 1491 ocitla v majetku Jindřicha z Rychnova. V roce 1494 je jako majitel této části uváděn Zbyněk z Bochova a v roce 1495 Mikuláš mladší Trčka z Lípy, který jej připojil k panství Opočno. Na počátku 16. století tak hrad ztratil důvod existence a později zanikl.

## Stavební podoba
Dvoudílný hrad měl lichoběžníkový půdorys. Z opevnění se s výjimkou jihozápadní strany dochoval hluboký příkop a drobné pozůstatky valu na čelní straně. Další příkop odděloval předhradí od drobného hradního jádra. Ostatní pozůstatky hradní zástavby byly zničeny dlouhodobým osídlením – na místě hradu stojí několik domů. V roce 2019 bylo při výkopech odkryto torzo tři metry vysoké hradby.